# Hal B. Wallis
Hal Brent Wallis (* 8. Oktober 1898 in Chicago, USA; † 5. Oktober 1986 in Rancho Mirage, Riverside County, Kalifornien) war ein US-amerikanischer Filmproduzent.

## Leben
Hal Brent Wallis kam 1922 nach Los Angeles und leitete für kurze Zeit ein Kino. 1923 wurde er Mitarbeiter der Werbeabteilung von Warner Brothers. 1928 begann er seine Karriere als Filmproduzent bei Warner Brothers. 1933 folgte er Darryl F. Zanuck als Chef der Filmproduktion. Während seiner Amtszeit produzierte Warner Brothers zahlreiche Filme, die sich zu großen künstlerischen und finanziellen Erfolgen entwickelten. Einer seiner größten Erfolge war Casablanca mit Humphrey Bogart in der Hauptrolle. Seine über 400 Filme gehörten den unterschiedlichsten Genres an. Wallis besaß neben seinem organisatorischen und kaufmännischen Geschick auch die Gabe, angehende Filmstars zu erkennen. Burt Lancaster und Kirk Douglas gehörten zu seinen Entdeckungen. Bis 1956 produzierte er 16 abendfüllende Filme mit Jerry Lewis und Dean Martin, die bereits als Duo Martin & Lewis viele Show-Auftritte hatten.
Ab 1944 war er als unabhängiger Filmproduzent für die großen Studios tätig. Er gehörte zu den erfolgreichsten Produzenten Hollywoods. Seine Filme wurden mit 32 Oscars und 121 Nominierungen gewürdigt. Hal B. Wallis war von 1927 bis 1962 mit der Schauspielerin Louise Fazenda verheiratet. Nach deren Tod heiratete er 1966 die Schauspielerin Martha Hyer, mit der er bis zu seinem Tod verheiratet war.

## Filmografie (Auswahl)
- 1930: Start in die Dämmerung (The Dawn Patrol)
- 1931: Der kleine Cäsar (Little Caesar)
- 1931: Spätausgabe (Five Star Final)
- 1932: Man Wanted
- 1932: Die Hütte im Baumwollfeld (The Cabin in the Cotton)
- 1932: Jagd auf James A. (I Am a Fugitive from a Chain Gang)
- 1932: Reise ohne Wiederkehr (One Way Passage)
- 1932: Zwei Sekunden (Two Seconds)
- 1933: Mary Stevens, M. D.
- 1934: Dr. Monica
- 1934: Broadway-Show (Dames)
- 1935: Louis Pasteur (The Story of Louis Pasteur)
- 1935: In blinder Wut (Black Fury)
- 1935: Dangerous
- 1935: Der FBI-Agent (‘G’ Men)
- 1936: Wem gehört die Stadt? (Bullets or Ballots)
- 1936: Höhe Null (Ceiling Zero)
- 1936: Der Verrat des Surat Khan (The Charge of the Light Brigade)
- 1936: Kain und Mabel (Cain and Mabel)
- 1936: Ein rastloses Leben (Anthony Adverse)
- 1936: Der Erbe des Hauses Farrington (Give Me Your Heart)
- 1937: San Quentin (Flucht aus San Quentin)
- 1937: Kid Galahad – Mit harten Fäusten (Kid Galahad)
- 1937: Slim
- 1937: It’s Love I’m After
- 1937: Ready, Willing and Able
- 1937: First Lady
- 1938: Swing Your Lady
- 1938: Schule des Verbrechens (Crime School)
- 1938: Vater dirigiert (Four Daughters)
- 1938: Goldene Erde Kalifornien (Gold Is Where You Find It)
- 1938: Robin Hood – König der Vagabunden (The Adventures of Robin Hood)
- 1938: Jezebel – Die boshafte Lady (Jezebel)
- 1938: Going Places
- 1938: Liebe zu viert (Four’s a Crowd)
- 1938: Drei Schwestern aus Montana (The Sisters)
- 1938: White Banners
- 1939: Oklahoma Kid (The Oklahoma Kid)
- 1939: Günstling einer Königin (The Private Lives of Elizabeth and Essex)
- 1939: Juarez
- 1939: Ich war ein Spion der Nazis (Confessions of a Nazi Spy)
- 1939: Zwölf Monate Bewährungsfrist (Invisible Stripes)
- 1939: Die wilden Zwanziger (The Roaring Twenties)
- 1939: Opfer einer großen Liebe (Dark Victory)
- 1939: Die alte Jungfer (The Old Maid)
- 1940: Der Herr der sieben Meere (The Sea Hawk)
- 1940: Paul Ehrlich – Ein Leben für die Forschung (Dr. Ehrlich’s Magic Bullet)
- 1940: Das Geheimnis von Malampur (The Letter)
- 1940: Orchid, der Gangsterbruder (Brother Orchid)
- 1940: Goldschmuggel nach Virginia (Virginia City)
- 1940: Nachts unterwegs (They Drive by Night)
- 1940: Land der Gottlosen (Santa Fe Trail)
- 1941: Entscheidung in der Sierra (High Sierra)
- 1941: Schönste der Stadt (The Strawberry Blonde)
- 1941: Vertauschtes Glück (The Great Lie)
- 1941: Der Herzensbrecher (Affectionately Yours)
- 1941: Ufer im Nebel (Out of the Fog)
- 1941: Die Braut kam per Nachnahme (The Bride Came C.O.D.)
- 1941: Herzen in Flammen (Manpower)
- 1941: Sergeant York
- 1941: Die Spur des Falken (The Maltese Falcon)
- 1941: Sein letztes Kommando (They Died with Their Boots On)
- 1941: Agenten der Nacht (All Through the Night)
- 1941: Blues in the Night
- 1942: Der Mann, der zum Essen kam (The Man Who Came to Dinner)
- 1942: Kings Row
- 1942: Helden der Lüfte (Captains of the Clouds)
- 1942: Die fröhliche Gauner GmbH (Ĺarceny, Inc)
- 1942: Ich will mein Leben leben (In This Our Life)
- 1942: Yankee Doodle Dandy
- 1942: Sabotageauftrag Berlin (Desperate Journey)
- 1942: Reise aus der Vergangenheit (Now, Voyager)
- 1942: Casablanca
- 1943: Der Pilot und die Prinzessin (Princess O’Rourke)
- 1943: Watch on the Rhine
- 1943: In die japanische Sonne (Air Force)
- 1943: This Is the Army
- 1944: Fahrkarte nach Marseille (Passage to Marseille)
- 1945: Das Spiel mit dem Schicksal (Saratoga Trunk)
- 1945: Liebesbriefe (Love Letters)
- 1946: Die seltsame Liebe der Martha Ivers (The Strange Love of Martha Ivers)
- 1947: Vierzehn Jahre Sing-Sing (I Walk Alone)
- 1947: Desert Fury – Liebe gewinnt (Desert Fury)
- 1948: Du lebst noch 105 Minuten (Sorry, Wrong Number)
- 1949: Frau in Notwehr (The Accused)
- 1949: Blutige Diamanten (Rope of Sand)
- 1950: Stadt im Dunkel (Dark City)
- 1950: Die Farm der Besessenen (The Furies)
- 1950: Irma, das unmögliche Mädchen (My Friend Irma Goes West)
- 1950: Liebesrausch auf Capri (September Affair)
- 1950: Strafsache Thelma Jordon (The File on Thelma Jordon)
- 1951: Peking-Expreß (Peking Express)
- 1951: Der Prügelknabe (The Stooge)
- 1952: Kehr zurück, kleine Sheba (Come Back, Little Sheba)
- 1952: Die Hölle der roten Berge (Red Mountain)
- 1952: Schrecken der Division (Jumping Jacks)
- 1952: Seemann paß auf (Sailor Beware)
- 1953: Der tollkühne Jockey (Money from Home)
- 1953: Die letzte Patrouille (Cease Fire!)
- 1953: Starr vor Angst (Scared Stiff )
- 1954: Das Geheimnis der Inkas (Secret of the Incas)
- 1955: Die tätowierte Rose (The Rose Tattoo)
- 1955: Maler und Mädchen (Artists and Models)
- 1955: Die weiße Feder (White Feather)
- 1956: Der Regenmacher (The Rainmaker)
- 1957: Der Regimentstrottel (The Sad Sack)
- 1957: Gold aus heißer Kehle (Loving You)
- 1957: Zwei rechnen ab (Gunfight at the O.K. Corral)
- 1957: Wild ist der Wind (Wild Is the Wind)
- 1958: Der letzte Zug von Gun Hill (Last Train from Gun Hill)
- 1958: Mein Leben ist der Rhythmus (King Creole)
- 1959: Viele sind berufen (Career)
- 1960: Café Europa (G.I. Blues)
- 1960: Besuch auf einem kleinen Planeten (Visit to a Small Planet)
- 1961: Blaues Hawaii (Blue Hawaii)
- 1961: Sommer und Rauch (Summer and Smoke)
- 1961: Alles in einer Nacht (All in a Night’s Work)
- 1962: Girls! Girls! Girls!
- 1963: Becket
- 1963: Ach Liebling … nicht hier! (Wives and Lovers)
- 1963: Acapulco (Fun in Acapulco)
- 1964: König der heißen Rhythmen (Roustabout)
- 1965: Boeing-Boeing
- 1965: Die vier Söhne der Katie Elder (The Sons of Katie Elder)
- 1966: Südsee-Paradies (Paradise, Hawaiian Style)
- 1967: Seemann, ahoi! (Easy Come, Easy Go)
- 1967: Barfuß im Park (Barefoot in the Park)
- 1968: Todfeinde (5 Card Stud)
- 1969: Königin für tausend Tage (Anne of the Thousand Days)
- 1969: Der Marshal (True Grit)
- 1971: Maria Stuart, Königin von Schottland (Mary, Queen of Scots)
- 1971: Ein liebenswerter Schatten (Follow Me!)
- 1973: Der Don ist tot (The Don is Dead)
- 1975: Mit Dynamit und frommen Sprüchen (Rooster Cogburn)